# Jules Joseph Merlot
 (juin 2018).
Jules Joseph Merlot (Seraing, 14 septembre 1886 - 31 janvier 1959 dans la même ville) est un agent commercial et homme politique wallon. Il fut bourgmestre socialiste de Seraing de 1921 à 1947, député de Liège de 1924 à 1958, ministre des Travaux publics de 1936 à 1938, ministre de l'Intérieur de 1938 à 1939, résistant, déporté à Oranienbourg, ministre de l'Intérieur en 1946, du Budget de 1946 à 1948, des Pensions de 1948 à 1949 et ministre d'État dès 1945.

## Ministre du Gouvernement belge
Ministre des Travaux publics et de la Résorption du chômage (1936-1938), de l’Intérieur et de la Santé publique (1938-1939), du Budget (1946-1948), de l’Administration générale et des Pensions (1948-1949), il est fait Ministre d'État en 1945. Il rejette la prise en considération de la proposition de révision de la Constitution déposée par Georges Truffaut, François Van Belle et Joseph Martel (2 février 1938), en tant que ministre d'un gouvernement qui, quelques jours plus tard, tombe sur l’affaire Martens, ce médecin flamand, condamné à mort en 1920 pour collaboration et gracié à la suite d'une décision d’amnistie datant de 1936.

## Résistant et déporté
En 1940, Joseph Merlot entre dans la Résistance, participe aux travaux du Rassemblement démocratique et socialiste wallon. Il est démis par les Allemands de ses fonctions de bourgmestre de Seraing en 1941, puis pris comme otage. Il rejoint cependant le maquis en Ardenne où il se cache. Il est dénoncé par Paul Collin, journaliste de la presse collaboratrice et, rentré à Liège, il est arrêté par la Gestapo (1943), puis déporté à Nordhausen.

## Président du Congrès national wallon
À sa rentrée des camps, il est pressenti pour présider le Congrès national wallon. Il dirige un Congrès houleux et passionné avec beaucoup de présence d'esprit et d'à propos. Et il présidera les suivants jusqu'en 1956. Il devient l’un des militants en vue du Mouvement wallon de l’après-guerre. Le 26 novembre 1947, quoique membre du gouvernement Spaak, il vote la prise en considération de la proposition de loi sur le fédéralisme déposée à l’initiative du groupe parlementaire wallon.

## La Question royale et les États généraux
Durant la Question royale, il rencontre Léopold III au château du Reposoir, à Pregny-Chambésy (Suisse), et discute avec lui d'une possible consultation populaire. Il réclame le dépouillement régional des résultats de cette consultation populaire qui allait diviser Flamands et Wallons. Au nom du Congrès national wallon il prend la parole à la Chambre, le 19 juillet 1950 et rappelle les revendications fédéralistes wallonnes. Pour lui, si l’objectif immédiat est l’abdication de Léopold III, il faut donner corps au fédéralisme qui garantira l’indépendance de la Wallonie .  Le 29 juillet 1950, il réclame la réunion des États Généraux de Wallonie si le Roi ne se retire pas. Il apporte aussi son soutien à la formation d’un gouvernement wallon séparatiste qui aurait eu entre autres tâches la convocation de ces États généraux de Wallonie. Il semble bien qu'il en aurait été le Premier ministre si le projet avait pu se concrétiser.

## Deuxième proposition fédéraliste au Parlement
En 1952, cinq ans après la proposition avortée de 1947, au nom du Groupe parlementaire wallon, il redépose une proposition de loi instituant le fédéralisme. Le 27 mai 1952, le projet est pris en considération sans opposition. Le texte est simple et revendique la révision d'une vingtaine d'articles  de la Constitution belge en rapport avec le projet qui prône une réforme fondamentale de la Belgique sur la base de deux communautés - wallonne et  flamande - et de trois territoires : la Wallonie, la Flandre et le territoire fédéral de Bruxelles. Les habitants de Bruxelles peuvent opter pour la qualité de Wallon ou de Flamand. En commission parlementaire, la proposition est rejetée (1954). Joseph Merlot, malade ne peut présider le Congrès national wallon de 1957 ni poursuivre sa carrière parlementaire qui s'achève en 1958. Il meurt l'année suivante.
Il est inhumé au Cimetière de la Bergerie à Seraing.